# 牧樵
牧樵（ぼくしょう）は台湾の作家。主にテレビドラマの小説化を執筆している。

## 作品リスト

### テレビドラマの小説化
- 新白娘子伝奇